# Gamma-camera

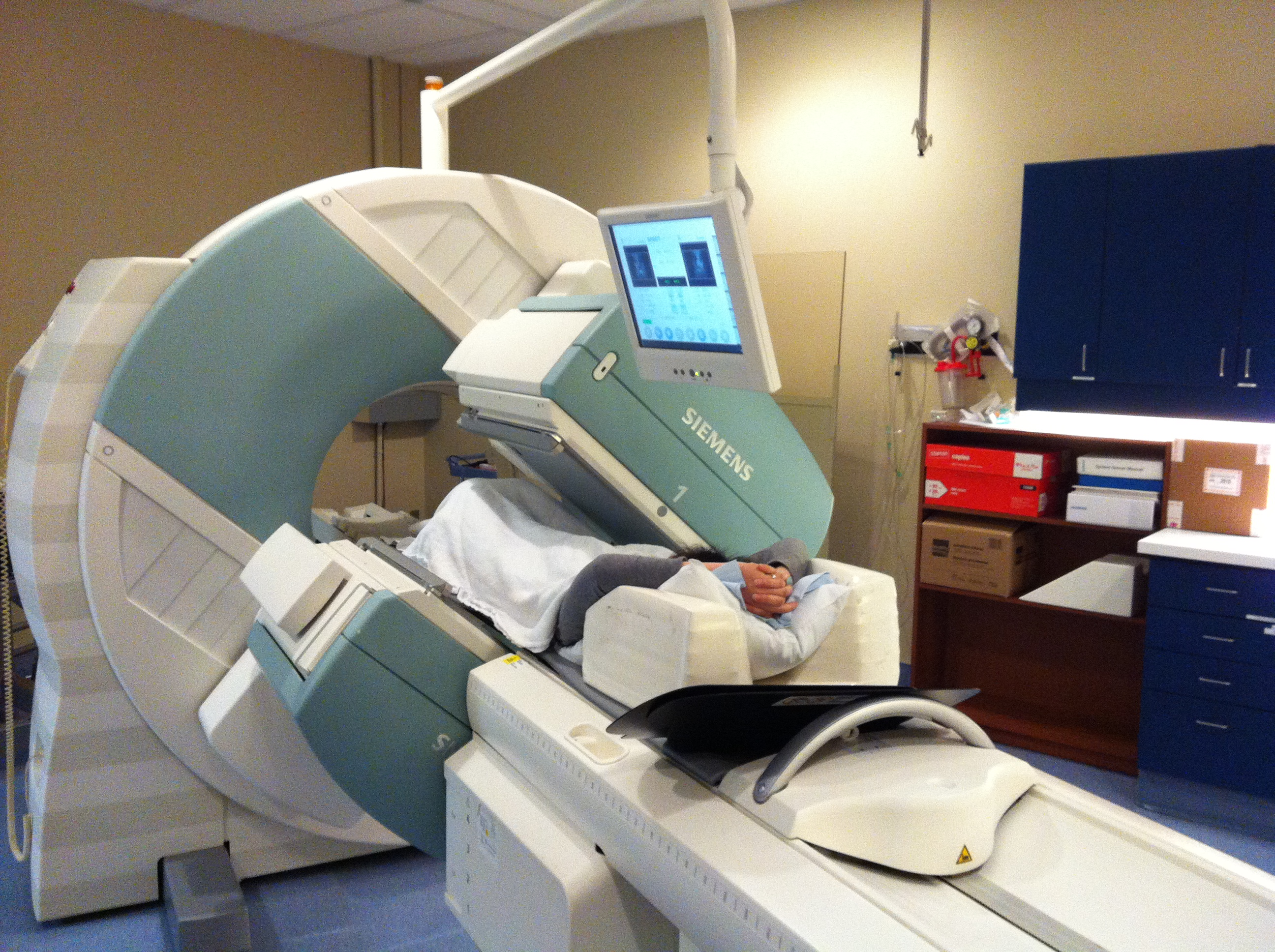
Gamma camera Siemens

La gamma camera è l'apparecchiatura utilizzata in medicina nucleare per l'acquisizione delle immagini scintigrafiche. Queste ultime rappresentano visivamente la distribuzione nel corpo umano della radioattività emessa dai radiofarmaci iniettati nel paziente a scopo diagnostico o terapeutico.

## Descrizione
È costituita da due elementi fondamentali: il collimatore e un sistema di localizzazione fotonica.
Il collimatore è costituito da una lastra di materiale assorbente (solitamente piombo) in cui sono praticati dei fori. In tal modo, possono passare attraverso i fori esclusivamente i raggi che si muovono nella direzione scelta, mentre i restanti verranno assorbiti. Esistono collimatori con diverse geometrie di fori (vedi sotto).
Lo spessore dei setti fra i fori e la lunghezza degli stessi determina da un lato la definizione spaziale del sistema e dall'altro l'efficienza di rilevazione (quanti fotoni del totale che raggiunge il collimatore sono rilevati dalla gamma camera). Differenti spessori e lunghezze sono quindi necessarie, a seconda dell'energia dei fotoni incidenti (fotoni più energetici attraversano un maggiore spessore di piombo), per raggiungere il miglior compromesso fra quantità di "rumore" presente nell'immagine finale (dovuta ad interazioni con fotoni non voluti, ad esempio che hanno subìto scatter compton) e intensità di segnale rilevata.
Geometrie dei collimatori:
- PARALLEL-HOLE è costituita di fori paralleli e perpendicolari al cristallo. Proietta immagini delle reali dimensioni del paziente. Le tipologie più comuni sono:
  - LEHR (Low Energy High Resolution). Utilizzato per fotoni a bassa energia (es. quelli emessi dal tecnezio-99 metastabile) in cui si vuole un'alta risoluzione spaziale a scapito dell'efficienza di rilevazione.
  - LEAP o LEGP (Low Energy All Purpose o Low Energy General Purpose). Il collimatore a fori paralleli standard per fotoni a bassa energia
  - MEAP o MEGP (Medium Energy All Purpose o Medium Energy General Purpose). Collimatore standard per fotoni a medie energie (es. quelli emessi dall'indio-111)
  - HEAP o HEGP (High Energy All Purpose o High Energy General Purpose). Usato per fotoni ad alte energie (es. quelli emessi dallo iodio-131).
- CONVERGING-HOLE è dotata di fori convergenti. Permette di ingrandire l'immagine a scapito dell'ampiezza del campo di vista.
  - FAN-BEAM ha fori convergenti lungo un asse e paralleli in un altro. Di solito è utilizzato per acquisizioni del cervello.
- DIVERGING-HOLE ha fori divergenti e permette di aumentare il campo di vista del cristallo.

Le immagini acquisite con questi ultimi 2 tipi di collimatori sono quindi distorte e vanno corrette con apposito software dopo acquisizione (specie se si utilizza la metodica SPECT).
- PIN-HOLE ingrandisce l'immagine acquisita a scapito del numero di conteggi acquisiti e dell'ampiezza del campo di vista (che aumenta con la distanza, a scapito dell'efficienza di rilevazione): utile nella diagnostica di piccoli organi come la tiroide[2].

Dopo il collimatore, vi è un cristallo scintillatore — solitamente di ioduro di sodio attivato al tallio: NaI(Tl) — che converte i raggi in scintille di luce di bassa intensità; queste scintille sono rilevate poi da sensori ad alta sensibilità, detti fotomoltiplicatori, che costituiscono il sistema di localizzazione fotonica e che restituiscono in uscita un fascio di elettroni il cui numero dipende dalla quantità di luce che li colpisce. Anche lo spessore del cristallo influisce sull'efficienza di rilevazione. Un cristallo più spesso permetterà infatti di rilevare meglio fotoni più energetici, ma porterà a una maggiore presenza di rumore nelle immagini ottenute con fotoni a bassa energia per scatter di questi ultimi all'interno del cristallo stesso. Oltre allo spessore, anche numero atomico e densità del cristallo influiscono su questo fenomeno. Il cristallo è molto sensibile all'umidità e dev'essere per tal motivo protetto da uno strato di alluminio. Sono inoltre presenti delle "finestre di luce" in vetro o quarzo. Nel processo di scintillazione il raggio gamma incidente sul cristallo fa passare un elettrone esterno dello stesso dalla banda di valenza alla banda di conduzione. Il successivo ritorno dell'elettrone allo stato originario porta quindi all'emissione di energia sotto forma di luce visibile [processo questo svolto dal tallio nel cristallo NaI(Tl)].
Il fotomoltiplicatore è essenzialmente costituito da un tubo a vuoto la cui parte a contatto con la finestra di luce (fotocatodo) è rivestita di una sostanza che libera elettroni se colpita dalla radiazione luminosa. Il numero di questi elettroni è poi incrementato in maniera esponenziale ogni volta che questi colpiscono un dinodo all'interno del tubo stesso. Il segnale elettrico in uscita da tutti i fotomoltiplicatori è proporzionale all'energia del fotone incidente sul cristallo. Complessi sistemi hardware e software si occupano poi di stimare posizione ed energia del segnale rilevato creando l'immagine vera e propria. L'energia del fotone incidente è come già visto importante per ottenere un'immagine senza rumore; il sistema quindi, eliminando dall'acquisizione i segnali con energia molto diversa da quella di interesse, permette di eliminare sia la radiazione di fondo naturale sia ad esempio tutti i fotoni che hanno subìto scatter. La capacità del sistema di discriminare le energie dei fotoni è detta risoluzione energetica, è espressa come ΔE/E (intervallo di energia di errore rispetto all'energia di picco considerata) ed è pari al FWHM (Full Width Half Maximum cioè larghezza del picco a metà della sua altezza) del picco stesso fratto l'energia di riferimento. La risoluzione spaziale del sistema è invece definita come il FWHM dell'immagine ricostruita di una sorgente puntiforme (la sorgente puntiforme non avrà l'aspetto di un punto nell'immagine finale ma i suoi conteggi saranno dispersi attorno al suo centro a formare un picco). Tale valore dipende dall'energia dei fotoni incidenti, dallo spessore del cristallo, dal numero di fotomoltiplicatori e anche dal complesso sistema di elaborazione a valle del sensore.
Un'altra tipologia di rilevatori è quella a semiconduttore. Questi, quando vengono colpiti da un fotone gamma di energia inferiore a 1MeV, generano al loro interno una coppia elettrone-lacuna e quindi un segnale elettrico misurabile (avviene anche una "moltiplicazione" di queste coppie in quanto il primo elettrone prodotto ionizza il materiale in cui si trova, ionizzazione che è più intensa per fotoni di energia più alta). Questi rilevatori mostrano una maggiore risoluzione spaziale ed energetica con pari efficienza di rilevazione. Questo sistema consente quindi di rilevare direttamente l'interazione gamma senza produrre fotoni ad energia minore come nei vecchi sistemi che degradano il segnale. Inoltre la risoluzione spaziale in questo caso è limitata solo dalla grandezza dei singoli elementi di cui è costituito il rilevatore. I principali materiali utilizzati sono il CdTe (Cadmio-Tellurio) ed il CdZnTe (Cadmio-Zinco-Tellurio)

## Procedimento
Il paziente radioattivo viene posto sul lettino al di sotto della gamma camera. I fotoni gamma in uscita dopo aver attraversato il collimatore sono convertiti in scintille di luce rilevate dal fotomoltiplicatore. Un insieme di circuiti permette di rigettare i segnali che non sono all'interno della finestra energetica prescelta, eliminando così i fotoni Compton che provocherebbero un peggioramento della qualità dell'immagine.
Tale strumento permette inoltre l'acquisizione di immagini 3D mediante la metodica SPECT (Single Photon Emission Computed Tomography) a cui può essere anche abbinata un'acquisizione TC nei tomografi più moderni (SPECT-TC) in modo da garantire una migliore localizzazione anatomica dei reperti e permettere la correzione per l'attenuazione delle immagini.
Tale correzione consente di migliorare la qualità delle immagini ottenute stimando l'attenuazione dei fotoni emessi dai reperti da parte del corpo stesso del paziente.

## Modalità di acquisizione con gamma camera
La gamma camera è in grado di acquisire immagini sia 2D (planari) sia 3D (utilizzando la metodica SPECT, anche eventualmente ricorrendo alla sincronizzazione con un segnale esterno; in tali casi l'acquisizione è detta gated. Le acquisizioni 3D sono trattate nella voce SPECT). Le immagini planari possono essere acquisite come statiche (segmentarie e total body), dinamiche o anch'esse gated.
I modelli di gamma camera dedicati allo studio del cuore (gamma camere cardiodedicate) acquisiscono le immagini già in modalità 3D utilizzando collimatori specifici e rilevatori a semiconduttore. Rispetto alle gamma camere tradizionali sono in grado di produrre immagini di migliore qualità, somministrando un'attività minore al paziente ed in minor tempo. Altro vantaggio è la migliore risoluzione energetica, che facilita gli studi con doppio tracciante.

### Acquisizione statica segmentaria
È utilizzata per acquisire immagini di specifici organi (es. tiroide) oppure per acquisire immagini di segmenti corporei dopo un'indagine total body (ad esempio per sproiettare strutture poco discindibili alle immagini 2D o per eseguire acquisizioni tardive). Con questo protocollo di acquisizione la testata della gamma camera ed il lettino sono fermi e la testata acquisisce quindi i fotoni provenienti da una precisa zona dell'organismo, senza poterne definire la profondità. La durata dell'acquisizione può essere definita sia come un tempo in secondi sia come un numero preciso di conteggi da acquisire, l'immagine inoltre può essere specchiata o ruotata ed è possibile definire a priori anche il Campo di Vista (FOV) incluso nell'immagine e la matrice (che ne definisce la risoluzione spaziale).

### Acquisizionetotal body
Questo protocollo si utilizza per acquisire immagini di tutto il corpo (come anche per acquisire immagini da regioni più estese del FOV della gamma camera). Utilizzando gamma camere a doppia testa ed un lettino che si muove a velocità costante è possibile acquisire rapidamente in questo modo un'immagine anteriore ed una posteriore di tutto l'organismo in contemporanea. Come per l'acquisizione segmentaria anche qui è possibile definire una matrice, un FOV, una rotazione ed un ribaltamento su un asse dell'immagine; mentre il tempo di acquisizione è definito dalla velocità di movimento del lettino e dalla distanza che questo deve percorrere. Un'immagine total body può essere acquisita sia con un movimento continuo del lettino sia acquisendo separatamente diversi segmenti  (frapponendo fra essi un minimo di sovrapposizione) che vengono poi "montati" assieme dalla workstation di elaborazione.

### Acquisizione dinamica
Come l'acquisizione statica permette di studiare un solo segmento del corpo, ma osservando come il radiofarmaco, una volta iniettato, si distribuisce nel tempo (un utilizzo molto frequente è nella scintigrafia ossea trifasica). Con questo protocollo il singolo esame è diviso in fotogrammi (frame) e la sua durata è definita dal numero di frame moltiplicato per la durata del singolo fotogramma. Come per l'acquisizione statica segmentaria è possibile definire una matrice, un FOV, un asse di ribaltamento ed una rotazione dell'immagine.

### Acquisizione gated planare
È utilizzata per studiare la funzionalità cardiaca mediante l'angiocardioscintigrafia all'equilibrio. Anche con questo protocollo di acquisizione l'immagine è suddivisa in frame, ma a differenza del protocollo di acquisizione dinamica, le immagini sono sincronizzate col ciclo cardiaco (rilevato mediante l'esecuzione di un elettrocardiogramma durante l'acquisizione delle immagini). Con tale protocollo i frame relativi all'acquisizione delle medesime porzioni del ciclo cardiaco sono sommati assieme (acquisizione MUGA, MUltiGAted acquisition) permettendo quindi di ottenere a fine elaborazione un'immagine del cuore in movimento. Con questo protocollo la durata dell'acquisizione può essere definita in modo esplicito oppure espressa come numero di cicli cardiaci, mentre come negli altri casi è possibile definire una matrice, un FOV, un asse di ribaltamento ed una rotazione delle immagini. La presenza di un ritmo cardiaco irregolare può compromettere la qualità di questo tipo di acquisizione; per ovviare a questo problema è possibile utilizzare protocolli frame mode dedicati oppure protocolli list mode in cui i dati della gamma camera sono acquisiti indipendentemente dal dato ECG (in modo che sia possibile ricostruire i dati anche senza gated se necessario). I dati memorizzati in list mode hanno lo svantaggio di occupare molta memoria fisica della macchina.

## Mappe di correzione
Un'irradiazione uniforme delle testate delle gamma camere non fornisce, come ci si aspetterebbe teoricamente, un'immagine uniforme. Per correggere questi errori, dovuti ai limiti fisici delle apparecchiature, è quindi necessario acquisire delle mappe di correzione che per ogni pixel dell'immagine e per ogni parametro misurato correggono l'output della macchina. Queste mappe riguardano principalmente tre parametri:
- uniformità;
- energia dei fotoni incidenti;
- linearità spaziale.

### Mappa di correzione per l'uniformità
Mediante questa mappa è possibile correggere le immagini per le variazioni locali nel numero di conteggi dovute ad una differente sensibilità dello strumento presente a livello locale. Questa mappa è detta intrinseca se acquisita non usando un collimatore, mentre è detta di sistema se questo viene montato sulla macchina. Questo tipo di mappe si acquisisce irraggiando le testate con una sorgente uniforme e deve essere differente per ogni radioisotopo utilizzato.

### Mappa di correzione per l'energia
Questa mappa permette di correggere localmente le differenze nella rilevazione dell'energia dei fotoni incidenti (dovute ad esempio ad impurità del cristallo scintillatore). È possibile acquisire questa mappa irraggiando la testata con i fotoni di un solo radioisotopo o anche utilizzando una sorgente di fotoni ad alta energia ed una di fotoni a bassa energia.

### Mappa di correzione per la linearità
Il fotomoltiplicatore che riceve input luminosi dal cristallo sovrastante non risponde di norma con intensità uniforme ad un segnale che colpisce il cristallo in punti diversi. L'intensità del suo output sarà infatti maggiore se il segnale viene rilevato nella porzione di cristallo che sta sotto il centro del fotomoltiplicatore per poi diminuire avvicinandosi al bordo; un fotone che colpisce lo spazio fra due fotomoltiplicatori sarà quindi mal rilevato, provocando distorsioni e perdita di conteggi nelle immagini. La mappa di correzione per la linearità serve a correggere per questo tipo di errore e viene di norma acquisita con fantocci a barre o multiforo, a geometria nota, riempiti con una specifica attività di uno o più isotopi da testare. La differenza fra il segnale "ideale" che si dovrebbe ottenere dal fantoccio e quello "reale" dato dalla gamma camera permette di correggere l'output della macchina.

## Controlli di qualità della gamma camera
Per poter essere utilizzate per uso clinico le gamma camere devono superare determinati controlli. Questi sono di tre tipi:
- accettazione e collaudo: fatti al momento dell'installazione
- verifica o stato: dopo i controlli precedenti o dopo importanti modifiche alla macchina
- mantenimento o costanza: sono controlli periodici fatti per verificare le performance della macchina nel tempo.

Il Decreto Legislativo 187/2000 stabilisce i limiti di tollerabilità per i parametri controllati, questi sono:
- uniformità: deve essere controllata con e senza collimatori montati e per tutte le finestre energetiche. La sua variazione non deve essere superiore al 10%.
- sensibilità: non deve differire di più del 20% dal valore di riferimento
- centro di rotazione: se la gamma camera è utilizzata per acquisizioni SPECT, la posizione del centro di rotazione geometrico delle testate non deve differire di più di mezzo pixel rispetto a quella considerata dal software di ricostruzione.
- differenza di sensibilità fra le testate: se la gamma camera dispone di più teste, la sensibilità fra le teste non deve differire di più del 5%
- geometria: viste opposte fra differenti testate non devono differire di più di mezzo pixel.

### Controlli per acquisizioni planari

#### Uniformità
Questo parametro rappresenta l'uniformità di risposta della gamma camera quando viene irraggiata da una sorgente uniforme di fotoni (flood-field). Se tale parametro è riferito al solo rilevatore si parla di uniformità intrinseca. L'uniformità di sistema è invece riferita all'insieme rivelatore + collimatore.
Questo parametro può decrementare in seguito a malfunzionamenti/guasti a carico dei fotomoltiplicatori e a difetti nella struttura del cristallo di scintillazione. Anche l'utilizzo di una finestra energetica errata o di una sorgente di taratura con attività molto alta possono alterare questo parametro. Difetti o danni al collimatore possono invece influenzare solo l'uniformità di sistema. Questo parametro può essere misurato nell'ambito del campo di vista (FOV, Field Of View) utile (95% del FOV complessivo, UFOV) o centrale (75% del FOV complessivo, CFOV).
Vari parametri numerici sono utilizzati per quantificare l'uniformità; alcuni sono più sensibili a variazioni globali su tutto il rilevatore, altri rispetto a variazioni locali. La National Electronic Manifactures Association propone a tal fine la seguente definizione:
{\displaystyle U=100\cdot {\frac {C_{max}-C_{min}}{C_{max}+C_{min}}}}
Dove {\displaystyle C_{max}} e {\displaystyle C_{min}} sono il numero di conteggi massimo e minimo rilevati nell'ambito della stessa misurazione fra tutti i pixel considerati. Se {\displaystyle U=0}, l'uniformità misurata è massima ({\displaystyle C_{max}=C_{min}}). Questo parametro misurato in UFOV o in CFOV è indice della risposta globale del rilevatore, mentre il valore più alto misurato per ogni pixel al confronto fino ai suoi 5 adiacenti è un indice dell'uniformità locale (il pixel peggiore di tutta l'immagine definisce il valore di uniformità).
L'uniformità intrinseca viene misurata ponendo una sorgente puntiforme di 99mTc ad una distanza pari almeno a 5 FOV dalla testata della gamma camera ed effettuando una misurazione dei conteggi. Per misurare l'uniformità di sistema sono invece impiegate sorgenti piane (flood) di 57Co o piene di pertecnetato che vengono appoggiate di fronte al sistema rilevatore-collimatore. I flood a base di pertecnetato sono meno costosi, ma vanno riempiti ogni volta (con maggiori rischi di tipo radioprotezionistico). D'altro canto i flood di cobalto durano circa 1-2 anni, ma poi vanno smaltiti come rifiuti radioattivi (devono inoltre essere conservati in appositi contenitori schermati). Va usata una matrice di acquisizione pari almeno a 64×64 pixel.

#### Sensibilità
La sensibilità di una gamma camera è il rapporto fra il rateo di conteggi (conteggi/secondo) misurato e corretto per il fondo ambientale rispetto all'attività della sorgente utilizzata per la taratura. Se si utilizza una sorgente con una superficie maggiore del FOV della macchina, il valore va corretto facendo il rapporto fra le due superfici. Si parla di sensibilità intrinseca se ci si riferisce al solo rilevatore. La sensibilità di sistema (quella poi utile a fini pratici, visto che la gamma camera monta sempre i collimatori quando è utilizzata per scopi clinici) è invece riferita all'insieme rilevatore + collimatore. La sensibilità intrinseca può essere alterata da disuniformità del cristallo, così come da guasti o malfunzionamenti dei fotomoltiplicatori. All'aumentare dello spessore e della superficie del cristallo la sensibilità intrinseca aumenta, così come aumentando l'ampiezza della finestra energetica di rilevazione. Il valore si riduce invece utilizzando una finestra energetica sbagliata o fotoni gamma più energetici. La sensibilità di sistema diminuisce utilizzando collimatori danneggiati, o anche più spessi o che coprono una maggiore area del cristallo. La sensibilità di sistema è sempre più bassa di quella intrinseca (in quanti i collimatori assorbono parte dei fotoni incidenti).
La sensibilità di sistema viene misurata utilizzando appositi fantocci (con pareti in plastica sottili solo 3 mm, per evitare il più possibile l'attenuazione) che vengono montati sopra al collimatore e riempiti con un'attività nota di pertecnetato (misurata ad un certo orario con un calibratore di dose ed inserita quindi nel fantoccio). L'attività rimasta in siringa viene sottratta a quella misurata col calibratore prima del controllo. Devono essere acquisiti almeno diecimila conteggi per ogni misurazione. Successivamente va fatta una misura del fondo.

### Controlli per acquisizioni SPECT

#### Offsetdel centro di rotazione
La gamma camera, durante le acquisizioni SPECT, ruota le testate attorno ad un asse (dove è posizionato il paziente). L'angolo esistente fra l'asse di rotazione "ideale" e quello "reale" descritto dalle testate (angolo di tilt) in condizioni normali deve essere nullo per evitare artefatti nelle immagini (questi artefatti, se presenti, portano a descrivere un punto come un "anello" nelle immagini ricostruite, facendo perdere risoluzione spaziale); tuttavia nel tempo, per motivi ad esempio di usura meccanica, il centro di rotazione "reale" (centro di rotazione geometrico COR) può differire da quello impostato dal software. È possibile tuttavia correggere le immagini ricostruite se questo offset (distanza fra il valore "reale" e quello "ideale" dell'angolo di tilt) è noto prima delle acquisizioni. Tale valore tuttavia non è costante per ogni angolo di rotazione, ma è funzione di questo. Per tale ragione, per ottenere una correzione del COR ottimale è necessario acquisire almeno 32 proiezioni attorno ad una sorgente puntiforme di taratura. L'immagine ottenuta mettendo insieme tutte le proiezioni è denominata sinogramma (in quanto ha la forma di una sinusoide). Confrontando il sinogramma acquisito con la funzione sinusoidale "ideale" della sorgente puntiforme è possibile fare un fitting dei dati atto a ricavare l'offset fra il COR ed il centro di rotazione ideale per ogni angolo di rotazione delle testate. Questo controllo va effettuato utilizzando una matrice di acquisizione pari almeno a 128×128 ed almeno ventimila conteggi per proiezione.

#### Sensibilità fra testate e geometria fra testate
Si verificano eseguendo controlli della sensibilità per ogni testata e confrontando diverse viste con diverse testate per verificare che coincidano.